# Rashee Rice
Rashee Rice (North Richland Hills, 22 aprile 2000) è un giocatore di football americano statunitense che milita nel ruolo di wide receiver per i Kansas City Chiefs della National Football League (NFL).

## Carriera
Al college Rice giocò a football a SMU. Fu scelto nel corso del secondo giro (55º assoluto) del Draft NFL 2023 dai Kansas City Chiefs. Debuttò come professionista subentrando nella gara del primo turno contro i Detroit Lions ricevendo tre passaggi per 29 yard e un touchdown dal quarterback Patrick Mahomes. Nel dodicesimo disputò la prima gara di alto livello superando per la prima volta le cento yard ricevute (con 107) e segnando un touchdown nella vittoria sui Las Vegas Raiders. Negli ultimi due turni ricevette rispettivamente 127 e 130 yard, chiudendo la sua prima stagione con 79 ricezioni per 938 yard e 7 touchdown in 16 presenze, di cui 8 come titolare. A fine anno vinse il Super Bowl LVIII contro i San Francisco 49ers.
Nel primo turno della stagione 2024, Rice guidò la squadra con 7 ricezioni per 103 yard nella vittoria sui Baltimore Ravens. Nel quarto turno contro i Los Angeles Chargers si infortunò dopo essersi scontrato con Patrick Mahomes. Il 3 ottobre fu inserito in lista infortunati, chiudendo la sua stagione.

## Palmarès
- Super Bowl : 1

Kansas City Chiefs: LVIII
- American Football Conference Championship: 2

Kansas City Chiefs: 2023, 2024